# 梅扎纳
梅扎纳（義大利語：Mezzana），是意大利特伦托自治省的一个市镇。总面积27平方公里，人口881人，人口密度32.6人/平方公里（2009年）。ISTAT代码为022114。